# CAプラテンセ
クルブ・アトレティコ・プラテンセ（スペイン語: Club Atlético Platense）は、アルゼンチン・ブエノスアイレス州パルティード・デ・ビセンテ・ロペスのフロリダ地区を本拠地とするサッカークラブである。

## 歴史
1905年創設。ある日、レコレタ地区の友人グループが競馬をして、”ガイ・シモンズ”という名前の馬に賭けた。この馬の種馬の名前は" El Platense"（エル・プラテンセ：ラ・プラタの人という意味）という名前であった。そして、この馬が見事、レースに勝った。このグループはこれによりお金を得て、それでサッカーをするために必要なユニフォーム、ボール、空気入れなど諸々を購入した。それで、チーム名をこの馬の種馬の名前、”プラテンセ”にすることにした。最初のユニフォームは赤色で長袖の部分は黒色というデザインであったが、後にこの馬に乗っていた騎手が着ていたユニフォームと同じ白色と茶色のデザインに変更することにした。

## ニックネーム
プラテンセの愛称は "Calamares"（カルマレス：イカの意）である。これは1908年に記者のパラシオ・シノによって名付けられた。ある日チームが大雨が降る中で試合をしていて、グラウンドはひどくぬかるんでいた。試合が終わった時にはみな全身泥まみれになっていた。この試合を見ていたシノは、プレイしている選手たちの様子を「選手たちは料理する時、フライパンの上でイカ墨にまみれて動いてるイカみたいになっていた」と表現した。これが的を射た表現だと面白がられ、そこからチームの愛称がイカになった。

## ライバル
プラテンセの最大のライバルは、CAティグレである。この対戦はクラシコ・デ・ラ・ソナ・ノルテ（北地区ダービー）と呼ばれている。

## タイトル

### 国内タイトル
- プリメーラB (3回): 1976, 2005-06, 2017-18

### 国際タイトル
なし

## 過去の成績
| シーズン | ディビジョン         | 順位 | 試合数 | 勝 | 分 | 敗 | 得点 | 失点 | 勝ち点 | 備考                                     |
| -------- | -------------------- | ---- | ------ | -- | -- | -- | ---- | ---- | ------ | ---------------------------------------- |
| 2007-08  | プリメーラB・N       | 17   | 38     | 9  | 15 | 14 | 46   | 54   | 42     |                                          |
| 2008-09  | プリメーラB・N       | 18   | 38     | 9  | 10 | 19 | 37   | 51   | 37     |                                          |
| 2009-10  | プリメーラB・N       | 12   | 38     | 12 | 13 | 13 | 40   | 42   | 49     | プリメーラB・メトロポリターナ（3部）降格 |
| 2010-11  | プリメーラB・M       | 15   | 42     | 11 | 20 | 11 | 30   | 33   | 53     |                                          |
| 2011-12  | プリメーラB・M       | 6    | 40     | 16 | 13 | 11 | 44   | 32   | 61     |                                          |
| 2012-13  | プリメーラB・M       | 2    | 40     | 20 | 10 | 10 | 39   | 30   | 70     | プレーオフ敗退により2部昇格ならず        |
| 2013-14  | プリメーラB・M       | 4    | 36     | 15 | 11 | 10 | 46   | 35   | 56     |                                          |
| 2014     | プリメーラB・M ソナ2 | 7    | 20     | 6  | 5  | 9  | 18   | 21   | 23     |                                          |
| 2015     | プリメーラB・M       | 9    | 42     | 15 | 12 | 15 | 41   | 43   | 57     |                                          |
| 2016     | プリメーラB・M       | 14   | 19     | 5  | 7  | 7  | 19   | 21   | 22     |                                          |
| 2016-17  | プリメーラB・M       |      |        |    |    |    |      |      |        |                                          |

## 現所属メンバー
2022年6月1日現在
注：選手の国籍表記はFIFAの定めた代表資格ルールに基づく。
| No. | Pos. |              | 選手名                       |
| --- | ---- | ------------ | ---------------------------- |
| 1   | GK   | アルゼンチン | ホルヘ・デ・オリベーラ       |
| 2   | DF   | コロンビア   | ケビン・アンドラーデ         |
| 3   | DF   | アルゼンチン | フアン・インファンテ         |
| 4   | DF   | アルゼンチン | アウグスト・ショット         |
| 5   | MF   | アルゼンチン | エルナン・ランベルティ       |
| 6   | DF   | アルゼンチン | ガストン・スソ               |
| 7   | FW   | アルゼンチン | マウロ・サラテ               |
| 8   | MF   | アルゼンチン | マウロ・ボガード             |
| 9   | FW   | アルゼンチン | ゴンサロ・ベルヘッシオ       |
| 10  | MF   | アルゼンチン | フランコ・バルダサーラ       |
| 13  | DF   | アルゼンチン | ニコラス・モルガンティーニ   |
| 14  | MF   | アルゼンチン | エクトル・カンテロス         |
| 15  | MF   | ボリビア     | フランス・ゴンサレス         |
| 16  | DF   | ウルグアイ   | アイブラニ・ルイス・ディアス |

| No. | Pos. |              | 選手名                     |
| --- | ---- | ------------ | -------------------------- |
| 18  | FW   | アルゼンチン | オラシオ・ティヤノビッチ   |
| 20  | FW   | アルゼンチン | ファクンド・ルッソ         |
| 21  | DF   | アルゼンチン | イバン・ゴメス             |
| 22  | GK   | パラグアイ   | マルコス・レデスマ         |
| 24  | DF   | アルゼンチン | フアン・パブロ・ピニャーニ |
| 26  | FW   | アルゼンチン | イグナシオ・ショール       |
| 27  | FW   | アルゼンチン | ロドリゴ・コントレラス     |
| 30  | DF   | アルゼンチン | ファクンド・カルドソ       |
| 33  | FW   | アルゼンチン | ニコラス デルガディージョ  |
| 35  | FW   | アルゼンチン | ニコラス・ベルトロ         |
| 36  | MF   | アルゼンチン | ルーカス・ヒメネス         |
| 37  | FW   | アルゼンチン | フェデリコ・ゴンサレス     |
| 38  | GK   | アルゼンチン | ニコラス・アバロス         |
| 39  | FW   | アルゼンチン | トマス・サンドバル         |

## 歴代所属選手

### GK
- フリオ・コッツィ 1941-1949, 1955

### DF
- ホルヘ・ボレリ 1980-1983
- アドリアン・ドメネク 1990
- モネール 1996-1998

### MF
- ブラス・ヒウンタ 1985-1986
- マルセロ・エスピナ 1986-1989, 1994-1995
- ラウル・アルフレド・カッシーニ 1989-1993

- エドゥアルド・コウデ 1993-1995
- ホセ・チャトルク 1995-1999
- アンドレス・マドリッド 1999-2000

### FW
- / アティリオ・ガルシア 1936
- / ライムンド・オルシ 1938
- アンヘル・ラブルナ 1961
- クラウディオ・ボルギ 1992-1993

- / ダヴィド・トレゼゲ 1993-1995
- エステバン・フエルテス 1995-1996
- ゴンサロ・ベルヘッシオ 2001-2005